# Air Gear
Air Gear (エア・ギア?, Ea ghia) è un manga shōnen scritto e disegnato da Oh! great.
Air Gear ruota intorno alla vita di Itsuki Minami, noto anche come "Ikki o Crow", ma anche come "Baby Face", "Lil" (o Little Crow), ed i suoi amici. La storia segue il loro inizio nell'utilizzare le Air Gear, un'invenzione derivata da pattini normali. Le parti iniziali della trama introducono i personaggi che alla fine si uniranno a Ikki. Con il continuare la storia, si concentra sui loro ruoli come Storm Riders e sulla loro ricerca di arrivare sulla cima della Trophaeum Tower. Pubblicato in origine sulla rivista contenitore Weekly Shōnen Magazine da novembre 2002 a maggio 2012. I singoli capitoli sono stati raccolti in 37 volumi formato tankōbon e pubblicati dal 16 maggio 2003 al 17 luglio 2012. In Italia il manga è pubblicato dalla casa editrice Panini Comics, nella divisione Planet Manga, a partire dal 23 marzo 2007, concludendosi il 16 marzo 2013 con l'uscita del 37° albo. Nel 2006 il manga ha vinto il primo premio per la categoria shōnen nel Kodansha Manga Award.
Nel 2006 ha ricevuto una trasposizione in un anime da 25 episodi realizzato da Toei Animation trasmesso dal 4 aprile al 26 settembre 2006. Inoltre sono stati realizzati tre OAD dallo studio di animazione Satelight.

## Trama
La storia ha inizio con una scaramuccia tra due diverse scolaresche per il possesso del territorio. Minami "Ikki" Itsuki, capo di una delle due bande belligeranti, riesce a vincere contro gli avversari, che prima di andarsene lo minacciano di mandare come rappresaglia i loro amici Skull Saders, un team di storm riders (letteralmente "domatori della tempesta", sono gli utilizzatori di Air Treck) famosi per la loro spietatezza.
Il giorno dopo gli Skull linciano i poveri compagni di Ikki, il quale si ritroverà impotente davanti a un team numericamente superiore e inoltre munito di Air Treck (speciali pattini a motore che permettono di compiere acrobazie mortali e spettacolari, abbreviato anche in "AT"). Ikki viene sconfitto e umiliato pesantemente, e al suo ritorno a casa le sorelle adottive, le quattro sorelle Noyamano, anch'esse facenti parte di un team che utilizza le AT, decidono di vendicare il povero fratello adottivo e andare di persona al covo degli Skull.
La notte vede l'annientamento degli Skull, debolissimi in confronto alla Sleeping Forest, il leggendario team a cui appartengono le sorelle Noyamano. Il loro capo Maga, come ultimo disperato tentativo di salvarsi la faccia, sfida Ikki a una battaglia di Air Treck, dalla quale quest'ultimo ne uscirà vincitore. Inizia così l'appassionante carriera del ragazzo che, ormai completamente affascinato da questo nuovo mezzo tecnologico, punterà sempre più in alto per tentare di diventare infine il "Re del Cielo", il più forte e temuto Storm Rider esistente.

## Personaggi
- Itsuki Minami (南樹イッキ?, Minami Itsuki): soprannominato Ikki, è il leader dei Kogarasumaru, che ha fondato insieme a Kazuma e Onigiri a cui più tardi si aggiungeranno Agito e Buccha. Ha un grande talento con le Air Treck e un'affinità col vento (tanto da essere definito "amato dal vento"), che lo rendono il candidato principale al titolo di Wind King. In seguito al tradimento di Sora Takeuchi, che gli porterà via il titolo e le Air Treks, diventerà il nuovo Storm King, seguendo la "Hurricane Road". Vive con le sorelle Noyamano a causa della morte dei propri genitori, e saranno proprio loro ad introdurlo nel mondo delle Air Treks. I suoi capelli fanno da nido al suo corvo. Doppiato da: Kenta Kamakari, Haruhi Terada (da giovane).
- Ringo Noyamano (野山野林檎?, Noyamano Ringo): è la terza delle sorelle Noyamano ed amica di infanzia di Ikki, fa parte del gruppo Sleeping Forest ed è la detentrice della "Sonia Road". In seguito diventerà anche il leader del gruppo. Ha sempre nutrito molto affetto per Ikki, affetto che poi si è tramutato in amore che la porterà ad aiutare sempre Ikki ed i Kogarasumaru nonostante lei appartenga ad un altro gruppo. Doppiata da: Mariya Ise.
- Kazuma Mikura (美鞍数馬?, Mikura Kazuma): un amico di lunga data di Ikki e sempre al suo fianco. È un rider che basa tutto sulla velocità ed è il più veloce del team Kogarasumaru. Erediterà dopo la morte di Spitfire il titolo di Flame King e le sue Air Treck, diventando così in grado di utilizzare la "Flame Road". Inoltre riuscirà ad imparare la tecnica di manipolazione del tempo da Aeon Clock. Doppiato da: Kenn.
- Onigiri (オニギリ?, Onigiri): un amico di lunga data di Ikki. È in grado di utilizzare la "Smell Road", una via che solo lui è capace di utilizzare, che stravolge i sensi del nemico. Indossa sempre la sua Air Treck sulla testa e muovendosi sottosopra. Doppiato da: Masami Kikuchi.
- Issha Mihotoke (御仏一茶?, Mihotoke Issha): soprannominato Buccha, è un ex-membro del team Night Kings, viene sconfitto da Ikki durante uno scontro sul terreno scolastico. Si unirà ai Kogarasumaru proprio dopo lo scontro. Ha un corpo enorme che riesce a cambiare a proprio piacimento, pompando il sangue negli arti inferiori o superiori a seconda della necessità. Doppiato da: Hitoshi Bifu.
- Akito Wanijima (鰐島亜紀人?, Wanijima Akito): è una delle tre personalità che si trovano nel suo corpo, insieme a quella di Agito (咢?, Agito) e di Lind (凜鱗人?, Rindo). Indossa sempre una benda sull'occhio destro, mentre quando diventa Agito la benda viene spostata sull'occhio sinistro. La sua terza personalità si rivela solo durante lo scontro con Orca e si ritiene la personalità originale del corpo. Viene soprannominato lo squalo ed è il "Fang King". Doppiato da: Kokoro Kikuchi.
- Sora Takeuchi (武内空?, Takeuchi Sora): uno dei Gravity Child, si presenta inizialmente amichevole con Ikki per poi cambiare radicalmente comportamento rivelando la sua vera natura, tradendo Ikki e rubandogli il titolo di Wind King. Fonda il gruppo Genesis insieme al fratello gemello Nike in modo da vincere il Tropaion e diventare lo Sky King. Doppiato da: Mitsuru Miyamoto.

## Media

### Manga
Pubblicato in origine sulla rivista contenitore Weekly Shōnen Magazine da maggio 2003 a maggio 2012. I singoli capitoli sono stati raccolti in 37 volumi formato tankōbon e pubblicati dal 16 maggio 2003 al 17 luglio 2012. Un'edizione italiana è pubblicata dalla casa editrice Panini Comics, nella divisione Planet Manga, a partire dal 23 marzo 2007 a cadenza prima mensile, successivamente bimestrale ed infine trimestrale. Essa si è conclusa con il 37º albo il 16 marzo 2013. Negli Stati Uniti il manga è stato pubblicato prima da Del Rey Manga, che ha pubblicato il primo volume il 25 luglio 2006, e poi da Kodansha Comics USA a partire dal volume 18, uscito nel giugno 2011.

#### Volumi
| Nº | Data di prima pubblicazione | Data di prima pubblicazione                                                 | Data di prima pubblicazione |
| Nº | Giapponese                  | Giapponese                                                                  | Italiano                    |
| -- | --------------------------- | --------------------------------------------------------------------------- | --------------------------- |
| 1  | 14 maggio 2003              | ISBN 978-4-06-363242-2                                                      | 23 marzo 2007               |
| 2  | 15 luglio 2003              | ISBN 978-4-06-363266-8                                                      | 19 aprile 2007              |
| 3  | 17 ottobre 2003             | ISBN 978-4-06-363303-0                                                      | 24 maggio 2007              |
| 4  | 17 dicembre 2003            | ISBN 978-4-06-363325-2                                                      | 21 giugno 2007              |
| 5  | 17 marzo 2004               | ISBN 978-4-06-363347-4                                                      | 19 luglio 2007              |
| 6  | 17 maggio 2004              | ISBN 978-4-06-363370-2                                                      | 23 agosto 2007              |
| 7  | 17 agosto 2004              | ISBN 978-4-06-363415-0                                                      | 20 settembre 2007           |
| 8  | 17 novembre 2004            | ISBN 978-4-06-363450-1                                                      | 18 ottobre 2007             |
| 9  | 17 febbraio 2005            | ISBN 978-4-06-363486-0                                                      | 22 novembre 2007            |
| 10 | 17 maggio 2005              | ISBN 978-4-06-363528-7                                                      | 20 dicembre 2007            |
| 11 | 17 agosto 2005              | ISBN 978-4-06-363562-1                                                      | 21 febbraio 2008            |
| 12 | 16 dicembre 2005            | ISBN 978-4-06-363613-0                                                      | 17 aprile 2008              |
| 13 | 17 marzo 2006               | ISBN 978-4-06-363639-0                                                      | 19 giugno 2008              |
| 14 | 16 giugno 2006              | ISBN 978-4-06-363678-9 (ed. regolare) ISBN 978-4-06-362056-6 (ed. limitata) | 4 settembre 2008            |
| 15 | 15 settembre 2006           | ISBN 978-4-06-363717-5 (ed. regolare) ISBN 978-4-06-362061-0 (ed. limitata) | 16 ottobre 2008             |
| 16 | 17 gennaio 2007             | ISBN 978-4-06-363775-5                                                      | 18 dicembre 2008            |
| 17 | 17 aprile 2007              | ISBN 978-4-06-363816-5                                                      | 15 febbraio 2009            |
| 18 | 17 agosto 2007              | ISBN 978-4-06-363865-3                                                      | 19 aprile 2009              |
| 19 | 16 novembre 2007            | ISBN 978-4-06-363909-4                                                      | 21 giugno 2009              |
| 20 | 17 marzo 2008               | ISBN 978-4-06-363960-5 (ed. regolare) ISBN 978-4-06-362101-3 (ed. limitata) | 30 agosto 2009              |
| 21 | 17 giugno 2008              | ISBN 978-4-06-363996-4 (ed. regolare) ISBN 978-4-06-362115-0 (ed. limitata) | 31 ottobre 2009             |
| 22 | 17 settembre 2008           | ISBN 978-4-06-384036-0                                                      | 27 dicembre 2009            |
| 23 | 17 dicembre 2008            | ISBN 978-4-06-384082-7                                                      | 28 febbraio 2010            |
| 24 | 17 marzo 2009               | ISBN 978-4-06-384109-1                                                      | 30 aprile 2010              |
| 25 | 17 giugno 2009              | ISBN 978-4-06-384144-2                                                      | 20 giugno 2010              |
| 26 | 17 settembre 2009           | ISBN 978-4-06-384183-1                                                      | 29 agosto 2010              |
| 27 | 17 dicembre 2009            | ISBN 978-4-06-384220-3                                                      | 24 ottobre 2010             |
| 28 | 16 aprile 2010              | ISBN 978-4-06-384279-1                                                      | 23 gennaio 2011             |
| 29 | 16 luglio 2010              | ISBN 978-4-06-384325-5                                                      | 28 maggio 2011              |
| 30 | 17 novembre 2010            | ISBN 978-4-06-384394-1                                                      | 6 agosto 2011               |
| 31 | 17 marzo 2011               | ISBN 978-4-06-384457-3                                                      | 3 dicembre 2011             |
| 32 | 17 giugno 2011              | ISBN 978-4-06-384501-3                                                      | 11 febbraio 2012            |
| 33 | 16 settembre 2011           | ISBN 978-4-06-384550-1                                                      | 12 maggio 2012              |
| 34 | 16 dicembre 2011            | ISBN 978-4-06-384596-9                                                      | 14 luglio 2012              |
| 35 | 16 marzo 2012               | ISBN 978-4-06-384640-9                                                      | 17 novembre 2012            |
| 36 | 15 giugno 2012              | ISBN 978-4-06-384685-0                                                      | 19 gennaio 2013             |
| 37 | 17 luglio 2012              | ISBN 978-4-06-384702-4                                                      | 16 marzo 2013               |

### Anime

Mikan Noyamano nell'anime

Nel 2006 è stata prodotta una trasposizione anime in 25 episodi (più un episodio speciale) da parte di Toei Animation, trasmessa in Giappone dal 4 aprile al 26 settembre 2006, i cui diritti sono stati acquistati in Italia dalla Yamato Video.
È stato prodotta anche una serie OAD, composta da tre episodi, intitolata Air Gear: Kuro no hane to nemuri no mori -Break on the Sky- (エア・ギア 黒の羽と眠りの森 -Break on the Sky-?); il primo OAV è uscito in Giappone il 17 novembre 2010, il secondo il 17 marzo 2011 e il terzo è stato pubblicato il 17 giugno 2011, allegati alle edizioni limitate dei volumi 30, 31 e 32 del manga. Il primo OAD narra le vicende legate al 16° tankōbon del manga (ovvero lo scontro tra Ikki e Ringo), mentre nel secondo e nel terzo è raccontata la battaglia virtuale tra i Kogarasumaru e i membri della vecchia Sleeping Forest (rispettivamente nel 24° e nel 25° tankōbon). Gli OAD sono stati realizzati dallo studio di animazione Starlight.

#### Episodi
| Nº   | Giapponese 「Kanji」 - Rōmaji | In onda           | In onda |
| Nº   | Giapponese 「Kanji」 - Rōmaji | Giapponese        |         |
| 1    | 「Trick：1」                  | 4 aprile 2006     |         |
| 2    | 「Trick：2」                  | 11 aprile 2006    |         |
| 3    | 「Trick：3」                  | 18 aprile 2006    |         |
| 4    | 「Trick：4」                  | 25 aprile 2006    |         |
| 5    | 「Trick：5」                  | 2 maggio 2006     |         |
| 6    | 「Trick：6」                  | 9 maggio 2006     |         |
| 7    | 「Trick：7」                  | 16 maggio 2006    |         |
| 8    | 「Trick：8」                  | 23 maggio 2006    |         |
| 9    | 「Trick：9」                  | 30 maggio 2006    |         |
| 10   | 「Trick：10」                 | 6 giugno 2006     |         |
| 11   | 「Trick：11」                 | 20 giugno 2006    |         |
| 12   | 「Trick：12」                 | 27 giugno 2006    |         |
| 13   | 「Trick：13」                 | 4 luglio 2006     |         |
| 14   | 「Trick：14」                 | 11 luglio 2006    |         |
| 15   | 「Trick：15」                 | 18 luglio 2006    |         |
| 16   | 「Trick：16」                 | 25 luglio 2006    |         |
| 17   | 「Trick：17」                 | 1º agosto 2006    |         |
| 18   | 「Trick：18」                 | 8 agosto 2006     |         |
| 19   | 「Trick：19」                 | 15 agosto 2006    |         |
| 20   | 「Trick：20」                 | 22 agosto 2006    |         |
| 21   | 「Trick：21」                 | 29 agosto 2006    |         |
| 21.5 | 「Trick：21.5」               | -                 |         |
| 22   | 「Trick：22」                 | 5 settembre 2006  |         |
| 23   | 「Trick：23」                 | 12 settembre 2006 |         |
| 24   | 「Trick：24」                 | 19 settembre 2006 |         |
| 25   | 「Trick：25」                 | 26 settembre 2006 |         |

### Musical
Il manga è stato adattato anche in un musical chiamato Musical Air Gear venendo rappresentato dal 7 al 21 gennaio 2007. I ruoli di Ikki, Kazuma e Spitfire sono stati interpretati rispettivamente da Kenta Kamakari, KENN e Kenjiro Tsuda. Per il suo successo ha anche avuto una replica a maggio 2007 intitolata Musical Air Gear vs. Bacchus Super Range Remix (ミュージカル｢エア·ギア｣vs.バッカス Super Range Remix?, Myūjikaru "Ea Gia" tai Bakkasu Sūpā Renji Rimikkusu), col cast precedente, ad eccezione di Kenta Kamaraki, che ha ripreso i vecchi ruoli. Ad aprile 2010 il musical ha avuto un'ulteriore replica chiamata Musical Air Gear vs. Bacchus Top Gear Remix.